# Пашшорское нефтяное месторождение
Пашшорское нефтяное месторождение расположено в Коми и Ненецком автономном округе в пределах Шапкина-Юрьяхинского нефтегазоносного района Печоро-Колвинской нефтегазоносной области Тимано-Печорской нефтегазоносной провинции. Открыто в 1975 году. Залежи нефти связанны с карбонатными массивами в доманиковых и фаменских слоях верхнего девона. Освоение началось в 2004 году. Запасы нефти составляют 7-10 млн тонн. Плотность нефти составляет 35,8° API. Содержание серы составляет 0,26 %.
Оператором месторождение является российская нефтяная компания «Лукойл».